# Багаз
Багаз, также Багаяша (перс. باگاسیس‎, уп. 138—120 до н. э.), — сатрап Мидии из династии Аршакидов, младший брат и ставленник царя царей Парфии Митридата I. В этом качестве он вёл боевые действия в Вавилонии, возглавляя карательный поход против, предположительно, восставшего города «Ша-пи-Адата», а также сражался против армии государства Селевкидов под командованием Деметрия II. Гипотетический царь Парфии в 127/26 году до н. э. Это предположение основано на данных эпиграфики и нумизматики, так как в нарративных источниках сведения о царствовании Багаза отсутствуют.
Одна из наиболее важных политических фигур второй половины II века до н. э. на Среднем Востоке.

## Биография
Имя Багаза (Багаяши) несколько раз упоминается в разных клинописных источниках парфянского периода. Также его один раз упоминает римский историк II—III вв. Марк Юниан Юстин. Багаяша был сыном царя Парфии из династии Аршакидов Фрияпатия. У него было три брата, которые стали царями, — Фраат I, Артабан I/II и Митридат I. Последний превратил небольшое Парфянское царство в могущественную империю — в ходе своего правления он покорил земли Мидии и Вавилонии, а затем и вовсе принял титул «царя царей». Пока Митридат захватывал Мидию, один из его полководцев покорил Персию. По предположению историка Н. Овертума, им мог быть Багаз.
Юстин писал, что после завоевания Мидии Митридат превратил её в сатрапию и поставил во главе провинции Багаза. Целью их совместной деятельности была консолидация парфянской власти и укрепление западных границ новой империи. Упоминания Багаяши в клинописных источниках связаны с правлением Митридата I. В Вавилонских астрономических дневниках содержится информация о покорении Вавилона парфянами, которые вошли в город 13 мая 138 года до н. э. Среди военачальников завоевателей был и Багаяша, который собрал в Месопотамии войско и направился с ним в Мидию. Вместе со своим братом он принял участие в отражении контрнаступления греков-Селевкидов, пытавшихся вернуть земли Вавилонии, успешно разбив их войска. На тот момент Багаз уже имел должный военный опыт. Он применил против противника тактику «партизанской войны» — неожиданные атаки, изводившие наступавших на Вавилонию врагов. Царю Селевкидов Деметрию II удалось одержать лишь несколько незначительных локальных побед и временно вернуть под свой контроль Селевкию. Первоначально Багаз намеренно «проигрывал» мелкие стычки, поощряя самоуверенность врага и убеждая его в собственной неопытности и незначительности предполагаемой угрозы. Этим он заманил войско Деметрия II в глубь страны, где брат Багаяши Митридат уже подготовил ловушку. В июне/августе 138 года до н. э. Митридат I с основными войсками прибыл в Вавилонию и застал врага врасплох. Атаковав Селевкидов, он полностью разгромил войско противника и взял царя в плен.
Второе упоминание Багаза в источниках датируется октябрём 135 года до н. э. В это время Митридат I тяжело заболел и назначил брата своим заместителем. Третье упоминание в подобных дневниках датируется периодом между 9 октября и 6 ноября 133 года до н. э. и связано со случившимися на территории Вавилонии беспорядками на религиозной почве. В источнике сообщается об отстранении полководца Филина, который полугодом ранее — в апреле или мае того же года — приезжал в Мидию к Багаяше. Вместо него был назначен Феодосий. Последнее же подобное упоминание произошло более десятилетия спустя — в период между 20 мая и 17 июня 120 года до н. э. Оно касается сына Багаяши, «военачальника над четырьмя военачальниками». По словам историков Йоны Лендеринга и Берта ван дер Спека, сын Багаяши мог быть преемником Феодосия.

### Вавилонский карательный поход
Помимо Вавилонских астрономических дневников деятельность Багаяши описывает месопотамская хроника BCHP 18B/A. По словам ван дер Спека, возможно, эта хроника также представляет собой часть Вавилонского астрономического дневника. Она рассказывает о проведённой Багаяшей карательной акции против вавилонян.
Краткое изложение источника следующее. Багаяша прибывает в Вавилон и просит отчёта у совета старейшин, в ходе которого упоминаются пролитая кровь и грабежи. Во дворце, кроме старейшин, присутствуют военачальники, а также группа людей, которые были вынуждены покинуть свои дома. В следующих строчках рассказывается о трауре среди всех групп людей, начиная рабами и заканчивая областеначальниками («пеха»). Затем происходит некое бедствие, после которого даже виновных людей отпускают по своим домам. Согласно ван дер Спеку, не исключено, что речь идёт о солдатах гарнизона.
В дальнейшем за людей ходатайствует некий военачальник PN-xx-nu, возможно, сын самого Багаяши, что приводит к принесению ценных даров и «сердечной радости» среди людей. Сам военачальник уходит в лагерь. Багаяша вызывает верховных жрецов, которые приходят с пятью вавилонянами и областеначальниками, а также военачальником PN-xx-nu. Этот командующий войсками убеждает парфянскую армию войти внутрь Вавилона и депортирует приведённую группу людей, после чего направляется в город Ша-пи-Адат. Стратег Вавилонии собирает гарнизон в одном месте, а Багаяша выводит его из города. Жившие во дворце люди также покидают его. Затем Багаяша входит в Борсиппу, где верховные жрецы приносят животных в жертву в его честь и делают подношения в честь Набу и Нанайи. Затем принимается некое решение в отношении серебра, предназначенного для храма в Ша-пи-Адате, после чего Багаяша покидает город. К нему приходит военачальник, передающий длинный отчёт о боевых действиях и завоевании некоего города. По словам ван дер Спека, возможно, речь в отчёте шла о Ша-пи-Адате.
По словам Лендеринга и ван вер Спека, «трудно понять, что здесь в целом происходит, но, похоже, в Вавилоне произошло восстание, после чего он был разграблен, а затем помилован». Кроме этого Лендеринг отметил, что факт принесения жрецами жертвы в честь Багаяши говорит о его крайне высоком политическом статусе в стране

## Вопрос царствования
Главным источником по ранней парфянской истории является составленная Юстином эпитома «Филипповой истории» Помпея Трога. В ней рассказывается, что на фоне «нападения скифов» вместо погибшего сына Митридата I Фраата II, который не оставил потомства, в 127/26 году до н. э. стал править его дядя Артабан. Однако имеющиеся в распоряжении исследователей нумизматические данные и остраконы из Нисы предоставляют свидетельства того, что между Фраатом II и Артабаном в течение 8 месяцев правил некий Багаз, который, скорее всего, идентичен известному из клинописных табличек Багаяше. По мнению Лендеринга и ван дер Спека, тот факт, что наследнику Артабана Митридату II не только служил, но и занимал высокую должность при его дворе сын Багаяши, свидетельствует, что сам Багаз не впал в немилость и пользовался высоким авторитетом в Парфянском царстве.
В историографии нет консенсуса о том, был ли Багаз царём или нет. В 2004 году британская нумизматическая компания Classical Numismatic Group описала его как человека, который правил между Фраатом II и Артабаном. При этом она представила тетрадрахму Митридата I, на реверсе которой поместила изображением Багаза. До этого считалось, что на монете отчеканен портрет Гиспаосина, правителя Харакены в Южной Месопотамии, однако в дальнейшем было доказано, что это именно Багаз. Иранский историк Голям Реза Ассар в 2005 году представил его как правителя, однако затем, в 2009 году, отказался от подобного заключения. Лендеринг в 2019 году посчитал, что Багаз и Багаяша — один и тот же человек, который определённо был царём, однако отметил, что об этом периоде в любом случае ничего не известно. Аналогичного мнения придерживались испанский нумизмат Луис Вальверде и иранский нумизмат Али Шаризаде. Н. Овертум в монографии 2020 года утверждал, что Багаз так и не стал царём. Однако он отметил, что гипотеза о царствовании Багаяши связана с его опытом военачальника. Учёный подчёркивал, что в случае воцарения Багаяши его сын имел все права на царский престол, в то время как он был лишь одним из военачальников при Митридате II. Это, по мнению Н. Овертума, противоречит утверждениям о возможном провозглашении Багаза царём. Овертум также отметил, что нет никаких свидетельств о военной службе Багаза при Фраате II, что можно объяснить его смертью либо уходом на покой. По мнению историка, версия о смерти Багаза при жизни Фраата II объясняет, почему столь могущественная фигура в Парфии не стала царём. Историк также отмечает, что отсутствие упоминаний о царе Парфии в литературных источниках является довольно странным.

### Комментарии
1. ↑  Pāhat — термин аккадско-арамейского происхождения, которым обозначались вассалы сатрапов, наместники более мелких земель[19]. Соответствует греческому эпистату[15].